# David Vallorani
David Vallorani (Hamilton, 27 marzo 1989) è un hockeista su ghiaccio canadese, milita come attaccante nei Brampton Beast, squadra della ECHL.

## Palmarès

### Club
- Kelly Cup: 1

Reading Royals: 2012-2013

### Individuale
- NCAA (Hockey East) All-Rookie Team: 1

2008-2009
- ECHL All-Rookie Team: 1

2012-2013
- ECHL Second All-Star Team: 1

2016-2017